# José Navarro Morenés
José Navarro Morenés (Madrid, 8 de dezembro de 1897 - 13 de dezembro de 1974) foi um ginete espanhol, especialista em saltos, campeão olímpico.

## Carreira
José Navarro Morenés representou seu país nos Jogos Olímpicos de 1924, 1928 e 1948, na qual conquistou a medalha de ouro nos saltos por equipes, em 1928.